# 王锋 (1965年)
王锋（1965年—），河南遂平人，汉族，中华人民共和国政治人物，中国共产党党员，第十二届全国人民代表大会河南地区代表。
毕业于青岛化工学院化工机械专业。担任风神轮胎股份有限公司董事长、总经理。2013年，担任全国人大代表。2016年辞去风神轮胎董事长职位，之后担任中国化工橡胶有限公司董事、党委副书记。2018年3月15日，再次担任风神轮胎总经理。